# Alla scoperta di Babbo Natale
Alla scoperta di Babbo Natale (森のトントたち?, Mori no Tonto tachi, lett. "I Tonto e i loro amici nella foresta") è un anime giapponese prodotto da Zuiyo nel 1984 e animato da SHAFT, tratto da un soggetto originale per bambini di Yoshiyaki Yoshida. La serie è stata trasmessa per la prima volta dal network giapponese Fuji TV a partire da ottobre 1984 e in Italia da Italia 1 a partire dal 16 dicembre 1986.

## Trama
La storia è ambientata in uno sperduto villaggio della Lapponia, in Finlandia. I "Tonto" sono gnomi che durante tutto l'anno preparano i doni che poi verranno portati da Babbo Natale ai bambini di tutto il mondo. Tutta la storia è vista attraverso gli occhi della piccola Elisa, nipote di Uffo, maggiordomo di Babbo Natale, che con la sua innocenza e spensieratezza vive divertenti e toccanti avventure aiutando gli gnomi nella loro opera giornaliera, circondata dalla sua famiglia e dai suoi amici.

## Edizione italiana

### Sigla
La sigla italiana iniziale e finale dal titolo Alla scoperta di Babbo Natale, musica e arrangiamento di Carmelo Carucci, testo di Alessandra Valeri Manera, è interpretata da Cristina D'Avena. Nel 2009 la cantante ne ha realizzato un remake: questa versione modernizzata, riarrangiata dal maestro Valeriano Chiaravalle e da lei reinterpretata, è stata inserita nel suo album natalizio Magia di Natale.

### Doppiaggio
| Personaggio                        | Doppiatore originale | Doppiatore italiano   |
| ---------------------------------- | -------------------- | --------------------- |
| Elisa, la protagonista             | Hiromi Tsuru         | Ilaria Stagni         |
| Gustavo, padre di Elisa            | - non disponibile -  | Marco Joannucci       |
| Meta, madre di Elisa               | - non disponibile -  | Emanuela Giordano     |
| Babbo Natale                       | Kousei Tomita        | Mario Milita          |
| Vanessa, moglie di Babbo Natale    | - non disponibile -  | Flora Carosello       |
| Cinzia, sorella maggiore di Spillo | - non disponibile -  | Antonella Baldini     |
| Spillo, amico di Elisa             | - non disponibile -  | Marco Oliveri Orioles |
| Hans, amico di Elisa               | - non disponibile -  | Daniele Carnini       |
| Mandolina, amica di Elisa          | - non disponibile -  | Laura Lenghi          |
| Elutta, nonna di Spillo e Cinzia   | - non disponibile -  | - non disponibile -   |
| Ida                                | - non disponibile -  | Monica Ward           |
| Pelouche, il giocattolaio          | - non disponibile -  | Sergio Gibello        |
| Voce Narrante                      | Yuri Nashiwa         | Silvia Pepitoni       |
| Toffi                              |                      | Maura Cenciarelli     |
| Uffo                               |                      | Giorgio Bandiera      |
| Pugni                              |                      | Sergio Antonica       |

### Episodi
| Nº | Titolo italiano Giapponese 「Kanji」 - Rōmaji                                 | In onda          | In onda |
| Nº | Titolo italiano Giapponese 「Kanji」 - Rōmaji                                 | Giapponese       |         |
| 1  | Elisa & Company 「森はいま秋の風」 - mori haima aki no kaze                   | 5 ottobre 1984   |         |
| 2  | Una nuova vita 「あたらしいいのち」 - atarashiiinochi                         | 12 ottobre 1984  |         |
| 3  | Le colline del vento 「おじいちゃんのイチゴパイ」 - ojiichanno ichigopai      | 19 ottobre 1984  |         |
| 4  | Una melodia per Natale 「森の子守唄」 - mori no komoriuta                     | 26 ottobre 1984  |         |
| 5  | Il nonno di Elisa 「エリサのおじいちゃん」 - erisa noojiichan                 | 2 novembre 1984  |         |
| 6  | Il tempo delle fiabe 「ヘルッタおばあさんの季節」 - herutta obaasanno kisetsu | 9 novembre 1984  |         |
| 7  | Le statue di neve 「冬のある日」 - fuyu noaru nichi                           | 16 novembre 1984 |         |
| 8  | L'ocarina 「月夜の土笛」 - tsukiyo no tsuchi fue                              | 23 novembre 1984 |         |
| 9  | La foresta dell'arcobaleno 「森は虹色」 - mori ha nijiiro                     | 30 novembre 1984 |         |
| 10 | Il regalo per Gianni 「ムオリのプレゼント」 - muori no purezento              | 7 dicembre 1984  |         |
| 11 | Una brutta avventura 「吹雪のトナカイ訓練」 - fubuki no tonakai kunren        | 14 dicembre 1984 |         |
| 12 | La slitta di Babbo Natale 「クリスマスクリスマス」 - kurisumasukurisumasu     | 21 dicembre 1984 |         |
| 13 | La notte delle fiaccole 「夢をつなぐあかり」 - yume wotsunaguakari            | 28 dicembre 1984 |         |
| 14 | Pericolo nella foresta 「トロールの森」 - tororu no mori                      | 4 gennaio 1985   |         |
| 15 | Le impronte misteriose 「エリと雪うさぎ」 - eri to yuki usagi                 | 11 gennaio 1985  |         |
| 16 | Giù la maschera 「モンスターミステリー」 - monsutamisuteri                    | 18 gennaio 1985  |         |
| 17 | Il cofanetto dei segreti 「秘密の箱」 - himitsu no hako                       | 15 febbraio 1985 |         |
| 18 | Un castello in paradiso 「オーロラの詩」 - orora no shi                       | 22 febbraio 1985 |         |
| 19 | Missione di salvataggio 「森になった館」 - mori ninatta kan                   | 1º marzo 1985    |         |
| 20 | Una buona notizia 「ありがとうの手紙」 - arigatōno tegami                     | 8 marzo 1985     |         |
| 21 | La ruota del vecchio mulino 「森の春みつけた」 - mori no haru mitsuketa       | 15 marzo 1985    |         |
| 22 | Il lago dei cigni 「白鳥の湖」 - hakuchō no mizūmi                            | 22 marzo 1985    |         |
| 23 | Il giardino fiorito 「春の野の花」 - haru no no no hana                       | 29 marzo 1985    |         |